# 国光計画
国光計画（こっこうけいかく、中国語: 國光計畫）は、1950年代から1970年代にかけて中華民国（台湾）の中国国民党政権が計画した、中国大陸を支配する中華人民共和国への反攻作戦。

## 背景
1949年に蔣介石率いる中国国民党政権は台湾へ撤退したが、国民党政権はその後も中国本土への反攻を画策していた。1959年に中国共産党が大躍進政策の失敗によって経済的に疲弊し、それの責任を取った毛沢東が国家主席から退任し、また中ソ対立が深刻化すると国民党政権は大陸反攻の機会を得たと判断し、具体的に政府及び軍部に大陸反攻のための組織を設置し、反攻作戦の実行に着手した。
蔣介石は1959年元旦の演説において大躍進政策による人民公社を「人類史上空前の奴隷制度」と呼び、また1959年3月に発生したチベット動乱については「チベット同胞に告げる書」を発表し「私は必ず全国の軍民を率いて期日を約して大陸であなた方（チベット）と合流し、あなた方を救う」と明言した。その後も大躍進政策の失敗による中国大陸の飢餓やチベットの惨状が亡命者により明らかになるにつれ、蔣介石はこれを「救済」することに使命感をもち、大陸反攻にますますのめり込んで行った。

## 沿革
大陸反攻の具体的な検討が開始されたのは1952年ごろであり、1955年ごろに長期計画化。1956年からは石牌実践学社が計画の再検討を行い、陸軍副総司令の胡璉により研究班が組織され、1957年6月に中興計画室が設立された。
1960年12月29日、大躍進政策の失敗に乗じて大陸の解放を翌年に行うことが決定され、1961年4月1日、行政院に国光作業室（主任：朱元琮陸軍中将）が設置され国光計画が始動した。これにより陸軍は陸光作業室の下に光華作業室（上陸作戦担当）と成功作業室（攻勢基地作戦担当）、武漢作業室（特種作戦担当）を、海軍は光明作業室の下に啓明作業室（第63特別派遣部隊担当）及び曙明作業室（第64上陸部隊担当）、龍騰作業室（金門防衛司令部及び第95、71特別派遣部隊担当）を、空軍は擎天作業室の下に九霄作業室（航空作戦担当）と大勇作業室（空挺作戦担当）を、それぞれ設置し作戦計画を作った。
1961年秋より国軍部隊の訓練が本格化し、国防部に戦地政務局（占領地行政担当）を、行政院に経済動員計画委員会をそれぞれ設置、さらに召集兵の除隊が延期され、予備役も召集させた。1961年11月に開かれた中国国民党第八期中央委員会第四回全体会議では「大陸反共抗暴革命運動を中心任務として思想戦、心理戦、組織戦、群衆戦、情報戦、行動戦を展開する」ことが決議され、中国大陸内部の不満分子と大陸外部からの軍事行動を結合させて大陸反攻を実施することが確認された。
1962年初頭からは国防税の徴収および中国大陸への武器の空中投下が実施され、ほぼ準備が整った。1962年の元旦に蔣介石は演説で「国軍は反攻作戦を準備済みであり、いつでも行動を開始できる」と述べた。

## 内容
計画では第一段階として福建省及び広東省の沿岸部の選定地区（福州、廈門、潮仙の三地区）に対するパラシュート部隊や海上突撃部隊の特殊作戦によって大陸民衆の蜂起を誘発する。第二段階として空挺部隊及び海上部隊の奇襲作戦により橋頭堡を確保。第三段階として上陸作戦により華南の内陸部へ侵攻するというものであり、段階ごとの指揮系統が練られていた。一方、人民解放軍との数的不利は「共産党政権の暴政に対して不満を持つ民衆が国民党軍の軍事行動をきっかけにして蜂起する」ことで解消できると考えられており、またそれが作戦そのものの成否を左右する大きな条件であった。
第一段階の開始は1962年10月が予定されていた。

## 中華人民共和国の対応
1962年5月末から中国共産党中央政治局と人民解放軍は動員作戦の準備を行い、6月10日には「蔣介石の軍隊が近い時期に大規模な上陸作戦を行う可能性がある」と警告を出し、各軍区から福建前線への部隊の移動と対象地域からの一般人の避難が行われた。福建前線への動員は朝鮮戦争以来最大規模のものであり、7個師団から12個師団の兵員40万人から50万人の陸軍兵力に加えてMig戦闘機300機、小型舟艇や潜水艦300隻以上が配備されたと推測されている。

## 中華民国軍と中国人民解放軍の軍事バランス
以下の数字は1961年から1962年にかけてのもの。
中華民国軍
- 陸軍 - 兵員427,700人
- 空軍 - 作戦機608機
  - 戦闘機401機
    - F-86及びD×289機、F-100及びA×87機、F-104A及びB×25機
- 海軍
  - 駆逐艦5隻
    - 陽炎型×1隻（『丹陽』）、ベンソン級×2隻（『洛陽』、『漢陽（英語版）』） グリーブス級×2隻（『咸陽（英語版）』、『南陽（英語版）』）

  - 護衛駆逐艦5隻
    - エヴァーツ級×1隻（『太康』）、キャノン級×4隻（『太和』、『太倉』、『太湖』、『太昭』）

  - 哨戒艦艇×17隻
    - 山字級巡防艦（中国語版）×1隻（『天山（英語版）』）

  - 駆潜艇×16隻
  - 機雷戦艦艇×11隻
  - 揚陸艦×39隻

中国人民解放軍
- 陸軍 - 兵員2,631,000人
- 空軍 - 作戦機2,907機
  - 戦闘機2,035機
    - MiG-15×735機、MiG-17×1,205機、MiG-19×85機
- 海軍
  - 駆逐艦4隻
    - 鞍山級×4隻（『鞍山』、『撫順』、『長春』、『太原』）

  - フリゲート4隻
    - 成都級×4隻

  - 哨戒艦艇×14隻
    - 海防艦など

  - 駆潜艇×24隻
  - 潜水艦×25隻
  - 機雷戦艦艇×38隻
  - 揚陸艦×59隻

以上のように陸軍兵力と空軍兵力では人民解放軍側が圧倒的に優位であり、海軍兵力がかろうじて互角だった。

## 米国の介入
国光計画の問題点として必要な揚陸艦と輸送機が不足していたことであり、アメリカの支援が必要不可欠であった。1962年1月から3月にかけて、蔣介石は中国国内で共産党政権の失政に対する不満が高まっており、それを救うための大陸反攻に対する同意をアメリカのケネディ政権に求めた。
ケネディ政権は中華人民共和国が経済的に疲弊しつつも内部から大規模な反乱が起きることはなく無謀だと認識していたため、また蔣介石の大陸反攻が第三次世界大戦を引き起こすものだと認識していたため、回答は引き延ばした。ケネディ政権が明確な回答を避けて引き延ばした理由は、明確に拒否の意向を示すとアメリカ政府内外のタカ派の反共主義者、特に台湾の国民党政権と独自の外交チャンネルを持ち、アイゼンハワー政権以来の“巻き返し政策”を支持するCIAや軍部の反発が予想されたこと、また国民党政権が大陸反攻においてアメリカの支援が期待できないと判断すると勝手に単独の（そして自滅的な）大陸反攻を実行する可能性があったためである。
5月からの人民解放軍の大規模な軍事動員が開始されるとケネディ政権は国民党の軍事動員への牽制だと判断したがこれが1958年の第二次台湾海峡危機に続いて新たな台湾海峡危機をおこすつもりである可能性も排除できなかった。このためケネディ政権はいくつかの外交チャンネルを通じて中華人民共和国側の意向を探り、またアメリカが蔣介石の大陸反攻を支持しないことを伝えようとした。6月のワルシャワでの米中の駐ポーランド大使の非公式会談で中国側は先制攻撃を受けない限り台湾への攻撃は実施しないと伝え、米国側は国民党政権の大陸反攻を支持しないと伝えた。
1962年6月、彭孟緝参謀総長は胡炘総統府侍衛長に大陸反攻の決行日が期限不明で延期となり、恐らくは翌年になったと伝えた。9月新任の駐中華民国大使のアラン・G・カークが台北に赴任し、蔣介石との会談で国民党政権の大陸への軍事行動は米華相互防衛条約によりアメリカの事前承認が必要なこと、今後中国大陸への工作については共同委員会を設置すると伝えた。蔣介石が抗議するとカーク大使は米華相互防衛条約の破棄とそれに基づく各種援助の停止をほのめかした。この会談によりケネディ政権は大陸反攻の引き延ばしに成功した。大規模な大陸反攻作戦を延期せざるを得なくなった国民党政権は小型のモーターボートによる大陸東南部沿岸への襲撃（海威計画）に移行していった。
1962年10月から12月にかけて、人民解放軍は広東省沿岸において国民党軍の9回に及ぶ海上突撃を阻止し、172名を殺害、舟艇三隻を撃沈した。12月10日付の『人民日報』は国民党軍の海上突撃を完全に撃退したと発表した。1962年以降も蔣介石は大陸反攻の実現を探り続けており、揚陸艦艇の建造計画や空挺師団建設のためのパラシュート訓練を始めていた。1963年1月に蔣介石は再びアメリカに対して大陸反攻を打診した。このときには「この種の軍事行動は中国における国内問題であり、他国には関係の無い主権の行使である」と表明し、米華相互防衛条約の適用範囲外だとした。この時までにケネディ政権は政府内の大陸反攻に賛成的な意見を封じ込めていたため、国民党政権に対してこれからも台湾国民党政権を支援し続けるがそちらが当てにしている大規模な反乱が中国国内で起きるとは考えにくく、見込みのない大陸反攻には同意できないと明確に回答した。1962年のワルシャワでの会談以降中国の共産党政権による“台湾解放”が近い将来起こる可能性はなくなり、むしろ国民党政権による暴発的な大陸反攻により第三次世界大戦が起きることが懸念材料となっていた。また国民党政権側でも1963年初頭に中国大陸からの亡命者500人を対象とした聞き取り調査で「共産党への不満は高まっているが反乱を起こす兆候はない」という結果が出た。
1963年9月に蔣経国が渡米しケネディ大統領ら米政府首脳と面会し、大陸反攻の受け入れを再三訴えたがこの時には中国国内の状況ではなく中ソ対立を持ち出し大陸反攻の好機だと主張したがケネディ政権は今の状況で大陸反攻を行えば中ソ対立が解消されて逆にソ連は中国の共産党政権を助けるために介入するだろうとみていたので逆効果であった。
1963年以降も国民党軍は海威計画による中国大陸沿岸への小型舟艇による襲撃を継続していたがそのほとんどが撃退された。

## 大陸反攻路線の継続
1964年10月16日に中華人民共和国は初の核実験に成功した。この時点で大陸反攻は不可能なものになりつつあり、蔣介石もこのことを認識していたが人民解放軍が核兵器とその運搬手段を含めて実用化し実戦配備するまでまだいくらかの猶予があると観ており、ますます数年以内にアメリカに頼らない単独での大陸反攻作戦を実施することに傾倒していった。1965年6月には将校用にポケットサイズの「反攻作戦マニュアル」が配布された。

## 東山海戦及び烏坵海戦での敗北と大陸反攻の中止
1965年8月6日、福建省東山島沖で海上突撃部隊の支援を行っていた国民党海軍の『剣門』（旧米海軍オーク級掃海艇）と『章江』（旧米海軍PC-461級駆潜艇）が人民解放軍の魚雷艇の待ち伏せを受け、相次いで撃沈されるということが起きた。これが東山海戦（八・六海戦）である。これにより劉広凱中華民国海軍総司令の引責辞退と国防部の人事一新に発展した。蔣介石もこの海戦以降作戦会議に参加する回数が激減し、国光作業室も作戦計画室に改称し、小規模な襲撃作戦や特殊作戦の指導組織になった。11月14日には烏坵沖でも海戦があり、国民党海軍の敷設艇が人民解放軍の魚雷艇により撃沈された（烏坵海戦）。
この二つの敗北により国民党政権は大陸反攻を事実上放棄した。
その後も国民党政権はアメリカの同盟国としてベトナム戦争に介入するという名目で北ベトナム支援の拠点となっていた広東や広西への上陸作戦による大陸反攻を立案し（王師計画）、1966年9月から1967年3月にかけてアメリカのジョンソン政権に対して大陸反攻の実施と米軍による海空支援を打診したがアメリカにしてみればベトナム戦争が対中戦争に拡大することであり、にべもなく断られた。国民党政権がアメリカに大陸反攻を提案したのはこれが最後となった。

## 終焉
国民党政権が期待していた中国内部における反乱は実際に勃発したが、それは自身の復権を画策した毛沢東とその影響を受けた紅衛兵による文化大革命というまったく予想していなかった方向へ進んだ。
1970年以降は大陸への襲撃作戦は二度と実行されなくなり、1972年7月20日に国光計画室は正式に撤廃された。また、蔣介石は1969年に交通事故で負傷した影響もあって第一線を退き、息子の蔣経国が権力を引き継いだ。
折しも、アルバニア決議で国連における中国の代表権が中華人民共和国に移されたほか、アメリカが中華人民共和国との関係改善を模索するなど、台湾を取り巻く情勢が変化し、台湾の孤立化が鮮明になっていた。こうした中で権力を掌握した蔣経国は実現性に乏しい大陸反攻に見切りをつけ、十大建設に代表される台湾の経済発展に軸足を移したこともあって、国民党政権は大陸における主権回復を諦め、台湾と澎湖諸島、福建省の一部島嶼のみを統治する独立国家として再出発することになった。